# Matsumurella
Matsumurella là một chi thực vật có hoa trong họ Hoa môi (Lamiaceae).

## Loài
Chi Matsumurella gồm các loài: